# Rollingwood
Rollingwood és una concentració de població designada pel cens dels Estats Units a l'estat de Califòrnia. Segons el cens del 2000 tenia 2.900 habitants.

## Demografia
Segons el cens del 2000, Rollingwood tenia 2.900 habitants, 734 habitatges, i 629 famílies. La densitat de població era de 5.331,9 habitants/km².
Dels 734 habitatges en un 51,1% hi vivien nens de menys de 18 anys, en un 59,3% hi vivien parelles casades, en un 20,4% dones solteres, i en un 14,2% no eren unitats familiars. En l'11,7% dels habitatges hi vivien persones soles el 6,1% de les quals corresponia a persones de 65 anys o més que vivien soles. El nombre mitjà de persones vivint en cada habitatge era de 3,94 i el nombre mitjà de persones que vivien en cada família era de 4,23.
Per edats la població es repartia de la següent manera: un 33,3% tenia menys de 18 anys, un 10,6% entre 18 i 24, un 29,8% entre 25 i 44, un 17,4% de 45 a 60 i un 9% 65 anys o més.
L'edat mediana era de 30 anys. Per cada 100 dones de 18 o més anys hi havia 93,1 homes.
La renda mediana per habitatge era de 48.229 $ i la renda mediana per família de 51.875 $. Els homes tenien una renda mediana de 31.048 $ mentre que les dones 27.500 $. La renda per capita de la població era de 13.428 $. Entorn del 12% de les famílies i el 12,8% de la població estaven per davall del llindar de pobresa.

## Poblacions més properes
El següent diagrama mostra les poblacions més properes.